# Store Grandløse
Store Grandløse ligger på Nordvestsjælland og er med sine cirka 50 indbyggere en meget lille landsby beliggende tre kilometer syd for Holbæk i Grandløse Sogn. Landsbyen befinder sig i Holbæk Kommune og tilhører Region Sjælland. 

## Om landsbyen
Store Grandløse ligger langstrakt langs vejen gennem byen, og midtvejs lå engang et gadekær, der for længst er opfyldt og udlagt som græsareal. Landsbyen bestod oprindeligt af fire mellemstore landbrugsejendomme, tjenesteboliger for landbrugsarbejdere, samt en grovsmed. Dertil kom udflyttede landejendomme i omegnen. I dag er der blot to landbrugsejendomme tilbage, samtidig med at landsbyens øvrige tilbageværende huse overvejende beboes af pendlere med arbejde uden for landsbyen. 
Indtil 1955 fandtes to skoler, den ene i selve Store Grandløse og den anden lidt udenfor, men efter etableringen af en centralskole i Vipperød i 1955 blev de to skoler nedlagt. 
Landsbyen betjenes af en busforbindelse til stationsbyen og indkøbscentret i Holbæk. Landsbyens mest kendte erhvervsvirksomhed er Store Grandløse Taxi, som fra sin base lidt uden for landsbyen betjener store dele af oplandet med taxi- og busdrift.